# Tulum (đô thị)
Tulum là một trong mười một đô thị của tiểu bang Quintana Roo, Mexico. Nó là một trong những đô thị mới nhất của quốc gia khi được thành lập vào ngày 13 tháng 3 năm 2008, khi được chia tách từ Solidaridad. Tulum là nơi có địa điểm khảo cổ của nền văn minh Maya là Tulum và Coba.

## Vị trí
Đô thị này tiếp giáp với Solidaridad ở phía bắc, Felipe Carrillo Puerto ở phía nam, Chemax và Valladolid ở phía tây bắc, giáp biển Caribe ở phía đông.
Tulum có địa hình bằng phẳng và hơi dốc về phía biển. Khu vực có độ cao không quá 25 mét (82 ft) so với mực nước biển. Độ cao trung bình của toàn bộ đô thị chỉ là 5 mét (16 ft) so với mực nước biển.
Đô thị bao gồm 170 khu vực dân cư và 224 khu vực không có dân cư bao gồm một phần của khu dự trữ sinh quyển Sian Ka'an. Một số khu vực dân cư chính bao gồm Tulum, Chemuyil, Akumal, Cobá.